# 零因子
在抽象代数中，一个环的一个非零元素 a 是一个左零因子，当且仅当存在一个非零元素 b，使得 ab=0。类似的，一个非零元素 a 是一个右零因子，当且仅当存在一个非零元素 b，使得 ba=0。左零因子和右零因子通稱為零因子（zero divisor）。。在交换环中，左零因子与右零因子是等价的。一个既不是左零因子也不是右零因子的非零元素称为正则的。

## 例子
- 整数环 {\displaystyle \mathbb {Z} } 没有零因子，但是在环 {\displaystyle \mathbb {Z} \times \mathbb {Z} } 中，有 {\displaystyle (0,n)\times (m,0)=(0,0)} ，于是 {\displaystyle (0,n)} 和 {\displaystyle (m,0)} 都是零因子。

- 在商环 {\displaystyle \mathbb {Z} /6\mathbb {Z} } 中，同余类 {\displaystyle 4} （即 {\displaystyle 4+6\mathbb {Z} }），是一个零因子，因为 {\displaystyle 3\times 4} 是同余类 {\displaystyle 0}。

- 在方矩阵组成的环中，不可逆矩阵都是零因子。例如：

{\displaystyle {\begin{pmatrix}1&1\\2&2\end{pmatrix}}}
因为
{\displaystyle {\begin{pmatrix}1&1\\2&2\end{pmatrix}}\cdot {\begin{pmatrix}1&1\\-1&-1\end{pmatrix}}={\begin{pmatrix}-2&1\\-2&1\end{pmatrix}}\cdot {\begin{pmatrix}1&1\\2&2\end{pmatrix}}={\begin{pmatrix}0&0\\0&0\end{pmatrix}}}
- 更一般地说，在某些域上的 ｎ×ｎ 的矩阵组成的环中，左零因子也就是右零因子（实际上就是所有的非零的奇异矩阵）。在某些整环上的 ｎ×ｎ 的矩阵组成的环中，零因子就是所有行列式为0的非零矩阵。

- 下面给出一个环中的左零因子和右零因子的例子，它们都不是零因子。
  - 令 S 为所有整数数列的集合，则 S 到 S 的映射，对于数列的加法和映射的复合，成为一个环 End(S),。
  - 考虑以下三个映射：右移映射：R(a1, a2,a3,...) = (0, a1, a2,...)， 左移映射：L(a1, a2,a3,... ) = (a2, a3,...)，以及只保留首项的映射： T(a1, a2,a3,... ) = (a1, 0, 0, ... )
  - LT ＝ TR ＝ 0，所以 L 是一个左零因子，R 是一个右零因子。但是 L 不是右零因子，R 也不是左零因子。因为 LR 便是恒等映射。也就是说，如果有一个映射 f 使得 fL= 0，那么 0＝(fL)R = f(LR)= f1 = f，f 必然是 0，于是 L 不可能是右零因子。同理，R 也不可能是左零因子。
  - 实际上，我们可以将 S 到 S 的映射看作可数阶数的矩阵，于是左移映射 L 就可以表示为：

{\displaystyle A={\begin{pmatrix}0&1&0&0&0&\\0&0&1&0&0&\cdots \\0&0&0&1&0&\\0&0&0&0&1&\\&&\vdots &&&\ddots \end{pmatrix}}}
- 同理 R 则是 L 的转置矩阵（同时也是 L 的逆矩阵）。可以看出这个例子在有限阶矩阵中是无法构造的。

## 性质
- 左零因子或右零因子不可能是可逆元。

- 任意的非零的等幂元 a ≠ 1 都是零因子，因为由 a2 = a 可推出 a(a − 1) = (a − 1)a = 0。此外，幂零元是当然的零因子。

- 一个非退化的交换环（0 ≠ 1）若没有零因子，则是一个整环。

- 商环 Z/nZ 包含零因子，当且仅当 n 是合数。如果 n 是素数，Z/nZ 是一个域，因而没有零因子，因为每个非零元素都是可逆的。

- 在凯莱-迪克森结构下的十六元数中，也包含了零因子。